# Крюгер, Александр Фердинандович
Крюгер Александр Фердинандович (1861, Российская империя — после 1913) — российский архитектор немецкого происхождения.

## Биография
В 1884 году — окончил Московское училище живописи, ваяния и зодчества с получением малой серебряной медали и присвоения звания неклассного художника архитектуры и чина двенадцатого класса.
С 1890 года — помощник рязанского губернского архитектора, смотритель зданий Московско-Рязанской железной дороги.
Строил земские школы и больницы в Московской губернии, православные храмы.

## Постройки
После 1891 года, совместно с архитектором Ф. Ф. Воскресенским, — Покровская церковь в с. Сосновка Зарайского уезда, Рязанской губернии. Каменная однокупольная церковь эклектичной архитектуры с колокольней, в 1930-е годы — закрыта, с 1997 года — богослужения возобновились, храм отреставрирован.
В 1893—1895 годы — строительство специальных корпусов и вспомогательных помещений Покровской земской психиатрической больницы в селе Мещерское Подольского уезда Московской губернии.
1895 год — здание Земской школы в районе сельскохозяйственной фермы при больнице. До 1960-х годов использовалось как школа, далее — как отделение больницы, окончательно разрушено в 2007 году.
1895—1897 годы — реконструкция и постройка новых трапезной и шатровой колокольни храма Рождества Христова (1789) в селе Любучаны Подольского уезда, где реализовывался проект патронажной реабилитации душевнобольных Мещерской больницы, проживавших в семьях местных крестьян. В 1930-е годы — храм разрушен.